# Ухо
Музичне агентство «Ухо» — агентство, яке організовує концерти академічної та імпровізаційної музики в Києві, лауреат Шевченківської премії. Засновано Євгеном Шимальським та Сашею Андрусик. Виконавча продюсерка агенції Катерина Сула.
У 2015 році було організовано і проведено концерти на київському Книжковому Арсеналі. У тому ж році разом із італійським дирижером Луїджі Гаджеро створили «Вухо-ансамбль», який грає сучасну класичну музику. На прослуховування подали заявки 150 чоловік, з яких відібрали 17 чоловік. Грали в арт-центрі «Плівка», що з'явився тоді в приміщенні Центру Довженка в Києві.
У 2016 році агентство організувало свою ювійлейну соту акцію — прем'єру опери Джервазоні з унікальним виконавським складом.
Шевченківську премію агенція отримала за серію «Архітектура голосу» з дев'ятнадцяти концертів вокальної музики та двох виставкових подій, проведених у різні роки в Києві. Ідея серії полягала в тому, щоб «презентувати нову музику у знакових для Києва спорудах».
У 2016–2018 роках агенція «Ухо» показала три опери: «Лімб» Стефано Джервазоні (2016), «Хліб. Сіль. Пісок» Карміне Челла (2017; написана на замовлення «Уха») та «Моє зрадливе світло» Сальваторе Шарріно (2018).
З 1-31 жовтня 2021 агенція проводила виставку сучасних опер «Корисні копалини: виставка опер у павільйоні спогадів». Проєкт присвячений трьом сучасним операм, які «Ухо» ставило у 2016-2018 роках і створений на основі відеозаписів та сценічних декорацій цих опер.
У січні 2021 року агентство отримало одну з найпрестижніших музичних нагород Франції - премію Grand Prix du Disque від організації Académie Charles Cros. Нагороду отримали разом з музикантами Маріо Каролі та Луїджі Гаджеро за запис Gardens — монографію Тосіо Хосокава, що вийшла на австрійському лейблі Kairos.